# Yūya Kubo
Yūya Kubo (久保 裕也 Kubo Yūya?, Yamaguchi, Yamaguchi, 24 de diciembre de 1993) es un futbolista japonés que juega en la demarcación de delantero para el F. C. Cincinnati de la Major League Soccer.

## Selección nacional
Tras jugar desde la selección de fútbol sub-16 de Japón hasta la selección de fútbol sub-23 de Japón, finalmente el 11 de noviembre de 2016 hizo su debut con la selección absoluta en un encuentro amistoso contra Omán que finalizó con un resultado de 4-0 a favor del combinado japonés tras los goles de Hiroshi Kiyotake, Yuki Kobayashi y un doblete de Yūya Ōsako. Además llegó a disputar seis partidos de la clasificación para la Copa Mundial de Fútbol de 2018.

### Goles internacionales
| # | Fecha               | Estadio                                         | Oponente               | Gol | Resultado | Competición                                          |
| - | ------------------- | ----------------------------------------------- | ---------------------- | --- | --------- | ---------------------------------------------------- |
| 1 | 23 de marzo de 2017 | Hazza bin Zayed, Al Ain, Emiratos Árabes Unidos | Emiratos Árabes Unidos | 0-2 | 0-2       | Clasificación para la Copa Mundial de Fútbol de 2018 |
| 2 | 28 de marzo de 2017 | Estadio Saitama 2002, Saitama, Japón            | Tailandia              | 4–0 | 4-0       | Clasificación para la Copa Mundial de Fútbol de 2018 |

## Clubes
| Club                     | País           | Año       | Partidos | Goles |
| ------------------------ | -------------- | --------- | -------- | ----- |
| Kyoto Sanga F. C.        | Japón          | 2011-2013 | 69       | 21    |
| B. S. C. Young Boys      | Suiza          | 2013-2017 | 137      | 39    |
| K. A. A. Gante           | Bélgica        | 2017-2018 | 61       | 22    |
| F. C. Núremberg (cedido) | Alemania       | 2018-2019 | 23       | 1     |
| K. A. A. Gante           | Bélgica        | 2019-2020 | 12       | 3     |
| F. C. Cincinnati         | Estados Unidos | 2020-     | 157      | 17    |

## Palmarés

### Torneos nacionales
| Título             | Club          | País           | Año  |
| ------------------ | ------------- | -------------- | ---- |
| Supporters' Shield | FC Cincinnati | Estados Unidos | 2023 |